# 山形産業短期大学
山形産業短期大学（やまがたさんぎょうたんきだいがく）は、山形県鶴岡市において1988年に設置計画のあった日本の私立短期大学である。

## 概要
- 当時、鶴商学園高等学校を経営していた学校法人斎藤学園により設置計画のあった日本の私立短期大学。経営情報学科のみの単科短期大学として1988年の開学を目指し、用地も確保されていた。しかし結局、開学にこぎつけることはできず、現在に至っている[2][注 1]。

## 学科
- 経営情報学科100名[2][3]